# Johann Spurzheim
Johann Gaspar Spurzheim (Longuich, prop de Trier (Alemanya), 31 de desembre, 1776 - Boston, Massachusetts (Estats Units), 10 de novembre, 1832), va ser un metge i frenòleg alemany.

## Biografia
Joventut

Era fill de l'agricultor protestant Johann Spurzheim, de qui va rebre el seu primer nom. Després que Johann G. Spurzheim va aprendre llatí i grec a l'escola del seu poble natal, va començar a estudiar teologia, filosofia i hebreu a la Universitat de Trier perquè el seu pare volia veure'l en una posició espiritual. Però quan l'exèrcit francès va arribar a la seva terra natal el 1799, va fugir a Viena per estudiar medicina.

## La frenologia i la vida posterior
El 1800 va conèixer per primera vegada Franz Joseph Gall, el fundador de la frenologia, a les conferències privades del qual va assistir sobre teoria del crani i dels òrgans i amb qui va treballar durant els següents 13 anys. Per finançar els seus estudis, que va cursar fins al 1804 però que no va acabar fins al 1813, va ensenyar com a tutor de famílies riques fins que va esdevenir secretari i ajudant de Gall el 1805. El va acompanyar a Alemanya, Suïssa, els Països Baixos i França del 1805 al 1807. Com que, segons l'emperador Francesc II, l'ensenyament d'orientació topològica de Gall semblava anar en contra dels principis de la moral i la religió, Johann G. Spurzheimer i Gall van ser pressionats perquè es traslladessin a París el 1808 per continuar la seva feina allà.
El 1810 Gall va publicar el seu primer volum sobre frenologia, on també s'esmenta Spurzheim, que va donar suport a Gall amb comentaris i notes.
Durant el segon volum el 1813 van interrompre la seva col·laboració per raons poc clares i Spurzheim va viatjar a Viena per completar el seu grau de medicina i després a Londres el març de 1814.
El 1815 va publicar el seu primer llibre, El sistema fisionòmic de Drs Gall i Spurzheim, pel qual va ser descartat com un xarlatan a la àmpliament llegida i respectada "Whig Edinburgh Review". Spurzheim també va rebre crítiques de l'anatomista John Gordon (1786–1818), abans de dur a terme una autòpsia pública amb ell a Edimburg el 1816, en la qual va poder demostrar les seves tesis. El 1818 es va casar amb una vídua francesa que va morir l'hivern de 1829.
El 1825 va tornar a Londres, va escriure diverses obres fins a la mort de la seva dona i va participar en la discussió de frenologia. Després va viatjar a París, Belfast, Dublín i finalment als Estats Units el 1832, on va dirigir una exitosa gira de conferències, però Spurzheim va contreure tifus i va morir el 10 de novembre de 1832 a Boston, Massachusetts.

## Obra
En col·laboració amb J. Gall:
- Frenologia: o la doctrina dels fenòmens mentals (1809)
- Recerca sobre el sistema nerviós en general, i sobre el del cervell en particular (1809)
- Disposicions innates de l'ànima i de l'esperit: materialisme, fatalisme i llibertat moral, amb reflexions sobre educació i legislació penal (1810)

Sol:

- Observacions sobre la bogeria o sobre les pertorbacions de les funcions morals i intel·lectuals de l'home (1818)
- Esquemes de frenologia; sent també un manual de referència per als busts marcats (1827)
- Manual de frenologia (1832)